# Zagadka nieśmiertelności
Zagadka nieśmiertelności (ang. The Hunger) – brytyjski horror z 1983 roku w reżyserii Tony’ego Scotta, zrealizowany na podstawie powieści Whitleya Striebera.

## Główne role
- Catherine Deneuve jako Miriam
- David Bowie jako John
- Susan Sarandon jako Sarah Roberts
- Cliff De Young jako Tom Haver
- Beth Ehlers jako Alice Cavender
- Dan Hedaya jako porucznik Allegrezza
- Rufus Collins jako Charlie Humphries
- Suzanne Bertish jako Phyllis
- James Aubrey jako Ron

## Opis fabuły
Miriam jest wampirzycą. Od starożytności odżywia się krwią swoich kochanków i kochanek, dzięki czemu żyje wiecznie zachowując młodość. Jej wybrańcy, jak obiecuje im Miriam, uzyskują życie wieczne. I rzeczywiście – po ugryzieniu mogą zostać we wspaniałej kondycji nawet przez kilkaset lat. Niestety, w pewnym momencie zaczynają się błyskawicznie starzeć. Osiągając stan, w którym przypominają żywe, niezdolne do jakiejkolwiek aktywności trupy, pozostają jednak świadome, uwięzione na szczytowej kondygnacji wielkiego domu Miriam. Miriam obiecała im życie wieczne, zataiła jednak, że znakomita jego większość odbywać się będzie w stanie nic niewartej starczej wegetacji. Jej obecny kochanek, John, właśnie zaczyna się starzeć.
Dr Roberts prowadzi badania nad zegarem biologicznym istot żywych. John spotyka się z nią i prosi o pomoc, jednak dr Roberts, biorąc go za wariata, odprawia go. Jednak po kilku godzinach, spotykając Johna ponownie, wie, że jego prośba była uzasadniona – John jest dużo starszy niż przed kilkoma godzinami.

## Odbiór
Albert Nowicki (witryna His Name Is Death) pisał: „Urzekła mnie magia Zagadki nieśmiertelności – jej wysublimowany, mocno artystyczny styl, minimalistyczna forma i ekstrawertyzm, który wyzwala. Ta brytyjsko-amerykańska koprodukcja zapewnia w dużej mierze poetyckie doznania, ale odebrałem ją także jako rozrywkowy horror z wyższej półki. Krótki i pełen dobrego smaku film, zasługujący na więcej niż kojarzenie z infamią sceny łóżkowej z udziałem Deneuve i Sarandon. Małe arcydzieło.”